# کروماتیکز
کروماتیکز (انگلیسی: Chromatics) گروه موسیقی الکترونیک آمریکایی از پورتلند، اورگن که سال ۲۰۰۱ تشکیل شد.
از آثار این گروه برای سینما و تلویزیون می‌توان به آقای ربات، ۱۳ دلیل برای اینکه، ربوده‌شده ۲ و توئین پیکس (فصل ۳) اشاره کرد.